# Gare de Kreminna
La gare de Kreminna  est une gare du Réseau ferré de Donestk en Ukraine.

## Histoire
En 1895 est créée la gare sur la section Lyssytchank-Koupyansk pour le développement économique de la région. La voie unique est doublée en 1903.

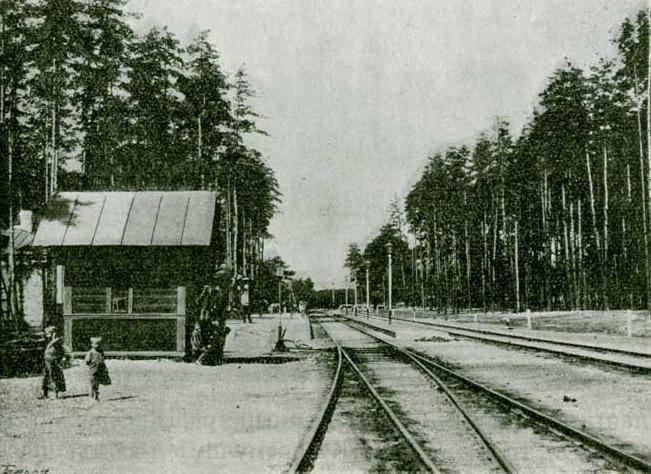
Voies avant 1917.